# نجفعلی‌دیزه
نجفعلی‌دیزه (به ترکی آذربایجانی: Nəcəfəlidizə) یک منطقهٔ مسکونی در جمهوری آذربایجان است که در شهرستان بابک واقع شده‌است. نجفعلی‌دیزه ۱۴۷ نفر جمعیت دارد.